# Woolsey (Georgia)
Woolsey es un pueblo ubicado en el condado de Fayette en el estado estadounidense de Georgia. En el censo de 2000, su población era de 175.

## Demografía
En el 2000 la renta per cápita promedia del hogar era de $84,103, y el ingreso promedio para una familia era de $83,224. El ingreso per cápita para la localidad era de $42,177. Los hombres tenían un ingreso per cápita de $76,250 contra $62,813 para las mujeres.

## Geografía
Woolsey se encuentra ubicado en las coordenadas 33°21′48″N 84°24′29″O / 33.36333, -84.40806 (33.363354, -84.407942).
Según la Oficina del Censo, la localidad tiene un área total de 2,1 km² (0,8 mi²), de la cual 2,1 km² (0,8 mi²) es tierra y 0 km² (0 mi²) (0.00%) es agua.